# European Journal of Cancer
European Journal of Cancer is een internationaal, aan collegiale toetsing onderworpen wetenschappelijk tijdschrift op het gebied van de oncologie.
De naam wordt in literatuurverwijzingen meestal afgekort tot Eur. J. Canc.
Het wordt uitgegeven door Elsevier namens de
European Organisation for Research and Treatment of Cancer, de
European Association for Cancer Research, de
European Cancer Organisation (ECCO), en de
European Society of Breast Cancer Specialists (EUSOMA).
Het tijdschrift is opgericht in 1965 en verschijnt 18 keer per jaar.